# Lijst van gouverneurs van Vorarlberg

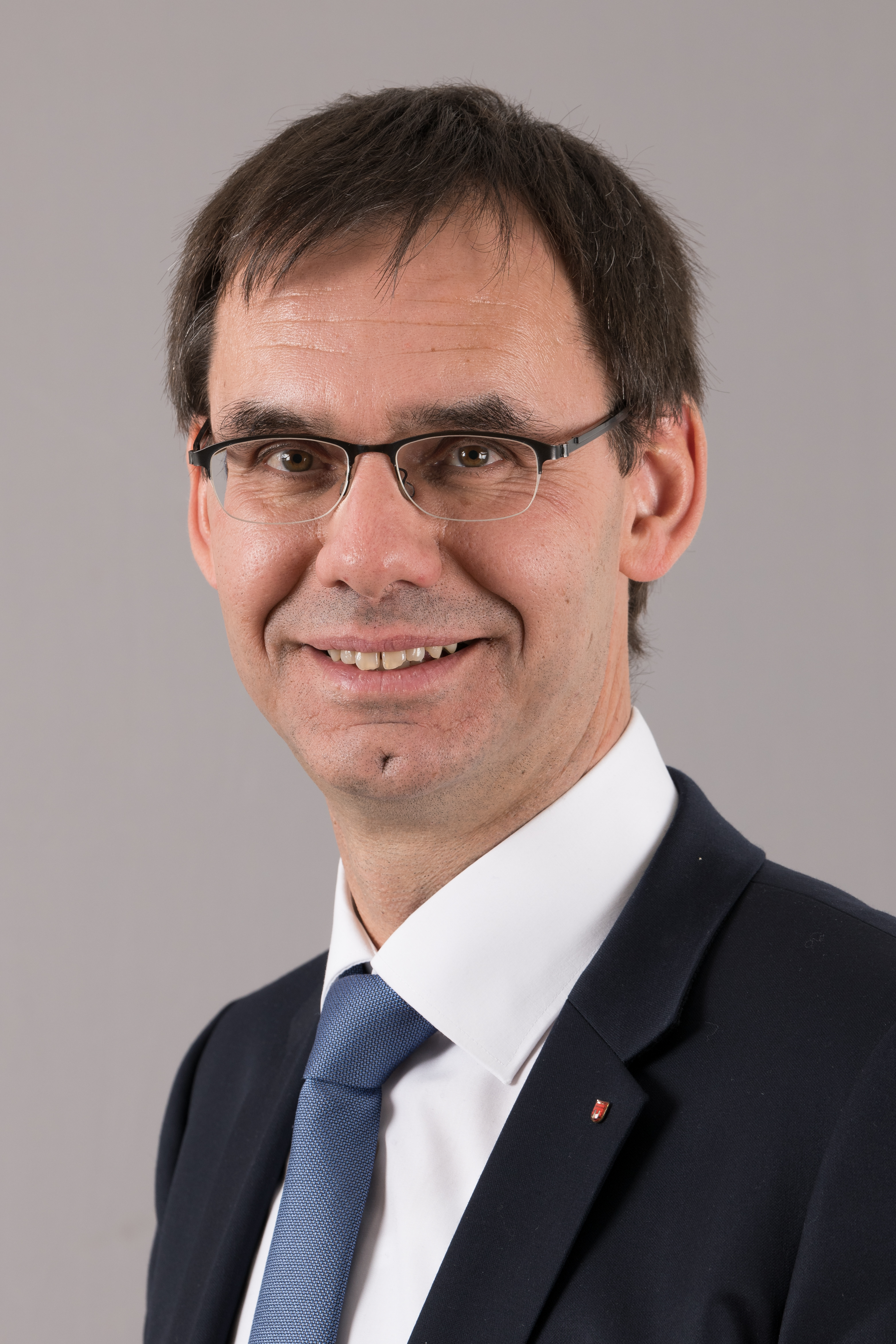
Landeshauptmann Markus Wallner (sinds 2011)

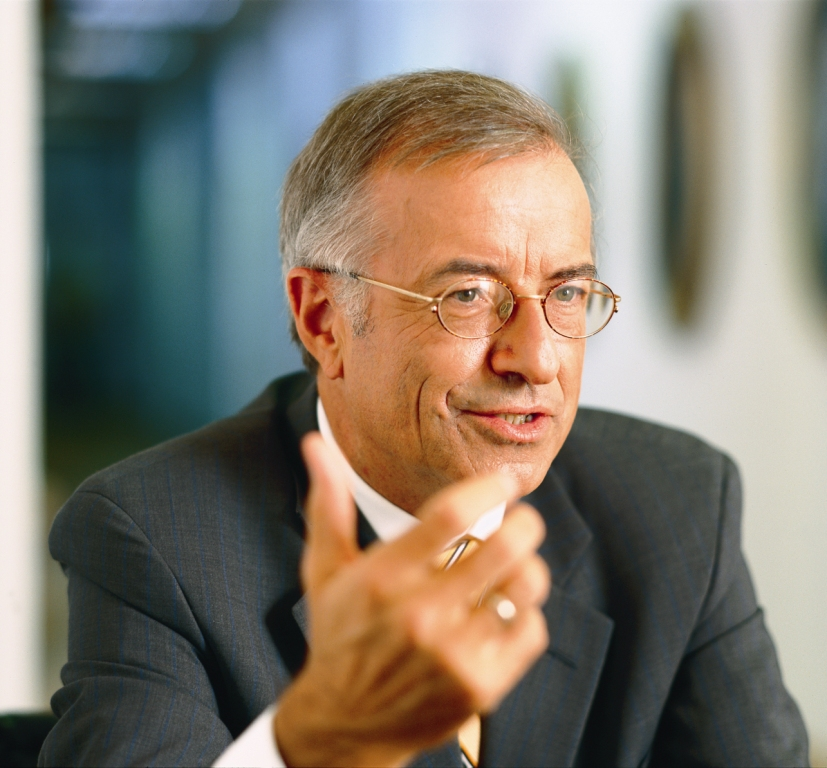
Landeshauptmann Herbert Sausgruber (1997-2011)

De Gouverneur (Landeshauptmann) van Vorarlberg is de regeringsleider van deze Oostenrijkse deelstaat.

## Lijst van gouverneurs van Vorarlberg
| Persoon                            | periode                               | partij       |
| ---------------------------------- | ------------------------------------- | ------------ |
| Sebastian Ritter von Froschauer    | 6 april 1861 - 27 juni 1873           | liberaal     |
| Anton Jussel                       | 27 juni 1873 - 21 september 1878      | liberaal     |
| Karl Graf von Belrupt-Tissac       | 21 september 1878 - 21 september 1890 | liberaal     |
| Adolf Rhomberg                     | 21 september 1890 - 3 november 1918   | conservatief |
| Otto Ender                         | 3 november 1918 - 9 december 1930     | CS           |
| Ferdinand Redler                   | 9 december 1930 - 14 juli 1931        | CS           |
| Otto Ender                         | 14 juli 1931 - 24 juli 1934           | CS           |
| Ernst Winsauer                     | 24 juli 1934 - 13 maart 1938          | VF           |
| Anton Plankensteiner               | 13 maart 1938 - 1 februari 1940       | NSDAP        |
| Franz Hofer (Stadhouder van Tirol) | 1 februari 1940 - 3 mei 1945          | NSDAP        |
| Ulrich Ilg                         | 24 mei 1945 - 28 oktober 1964         | ÖVP          |
| Herbert Kessler                    | 28 oktober 1964 - 9 juli 1987         | ÖVP          |
| Martin Purtscher                   | 9 juli 1987 - 2 april 1997            | ÖVP          |
| Herbert Sausgruber                 | 2 april 1997 - 7 december 2011        | ÖVP          |
| Markus Wallner                     | sinds 7 december 2011                 | ÖVP          |

## Verwijzing
1. ↑  Otto Ender was in de tussenliggende periode korte tijd Bondskanselier van Oostenrijk geweest